# Luca Hänni
Luca Hänni (Bern, 1994. október 8. –) svájci énekes, dalszerző és modell. A Deutschland sucht den Superstar kilencedik szériájának nyertese, aki Svájcot képviselve végzett a negyedik helyen a 2019-es Eurovíziós Dalfesztiválon, She Got Me című dalával.

## Gyerekkora
Luca óvodás kora óta zenél, amikor dobolni tanult meg. Kilenc évesen magától tanult meg gitározni és zongorázni. Általános iskolája befejezése után kőműves szakon tanult tovább, amit a második gyakorlati évben otthagyott, hiszen számára fontosabb volt a zenei karrierje.

## Pályafutás
Zenei karrierje 2012-ben kezdődött, amikor jelentkezett a német Idol kilencedik évadába, amit végül sikerült megnyernie, így ő vált a tehetségkutató műsor első kiskorú illetve nem német győztesévé. Luca nyereménye  500 Euró és egy szerződés a német Universal Music Group-hoz.
2019. március 7-én a svájci közszolgálati televízió, az SRG SSR bejelentette, hogy Luca fogja képviselni Svájcot a 2019-es Eurovíziós Dalfesztivál a She Got Me című dalával. Ez lesz az énekes második szereplése a dalfesztiválon, hiszen 2017-ben Svájc pontbejelentője volt.

## Diszkográfia

### Album
- My Name Is Luca (2012)
- Living the Dream (2013)
- Dance Until We Die (2014, Christopher S-el)
- When We Wake Up (2015)

### Kislemezek
- I Can't Get No Sleep - zongora verzió (2014)
- Only One You (2014)
- Warum! (2016)
- Powder (2017)
- Signs (2018)
- Bei mir (2018)
- She Got Me (2019)